# Cikó
Cikó è un comune dell'Ungheria centro-meridionale di 985 abitanti (dati 2008). È situato nella contea di Tolna.